# Hymenocallis jaliscensis
Hymenocallis jaliscensis là một loài thực vật có hoa trong họ Amaryllidaceae. Loài này được M.E.Jones mô tả khoa học đầu tiên năm 1933.